# Cà chắc
Cà chắc hay cà chỉ (danh pháp khoa học: Shorea obtusa), tiếng Anh thương mại gọi là "Taengwood ‘Balau’", là một loài cây gỗ thuộc họ Dipterocarpaceae.

## Phân bố
Loài này có ở Campuchia, Lào, Myanma, Thái Lan, và Việt Nam.
Chúng mọc ở các khu vực tương đối khô, thường cùng môi trường sống với các loài dầu đỏ, cũng như sồi gân phẳng, Q. kingiana, và thông, ở độ cao đến 1.300 m.

## Miêu tả
Shorea obtusa là một cây nhiệt đới rụng lá, là loài gỗ cứng có tầm quan trọng thương mại đặc biệt. Mùa hoa từ tháng 1 đến tháng 7. Ở các vùng xavan chúng mọc khá còi cọc.

## Tên gọi
Cây này trong tiếng Thái gọi là เต็ง (teng), hoặc แงะ (ngae) ở miền Bắc và จิก (chik) ở Isaan. Tiếng Khmer gọi là ประจั๊ต (pra-chat) hoặc ประเจิ๊ก (pra-choek) ở Surin và Buri Ram. Các ngôn ngữ khác gọi là thitya, phchok và chaf. Tiếng Việt gọi là cà chắc hay cà chỉ, cũng gần giống với các ngôn ngữ này, nhất là tiếng Khơ-me.